# 7Н36
7,62-мм пистолетный патрон 7Н36 — российский боеприпас замкнутого типа, разработанный коллективом Конструкторского бюро автоматических линий (Климовск) по заказу вооружённых сил Российской Федерации. Целью работы было создание недорогой и технологичной альтернативы для бесшумного патрона СП-4. При совместном использовании с пистолетом ПСС, револьвером ОЦ-38 и ножом разведчика НРС-2 патрон обеспечивает скрытное поражение живых целей на расстояниях до 25 метров.
Принятие на вооружение состоялось в 2006 году, производство было налажено на Тульском патронном заводе.

## Конструкция
Массогабаритные характеристики полностью соответствуют патрону СП-4. Гильза латунная, капсюль в ней закрепляется усиленным кольцевым обжатием и дополнительным кернением. Пороховой заряд массой 0,37-0,40 г. основан на бездымном лаковом пироксилиновом порохе марок Сф040 или ПСН-780/4,37 с плотностью заряжания 0,94 г/см3. Максимальное давление пороховых газов внутри гильзы 287,3 МПа.
В отличие от патрона СП-4 пуля 7Н36 имеет биметаллическую оболочку со стальным сердечником, аналогичным таковому от СП-4. Контакт с нарезами канала ствола обеспечивается не свинцовой рубашкой или ведущим пояском, а за счёт утолщения в передней части оболочки.
Патрон не имеет отличительной окраски. На стыки гильзы с пулей и капсюлем наносится герметизирующее лаковое покрытие цвета бордо. Маркировка гильзы осуществляется посредством донного клейма с кодом завода (539) и годом производства; упаковка патронов проводится в картонные коробки по 16 штук, которые составляют 504 штуки в металлическом цинке и 1008 штук в деревянном ящике.